# Epilobium petraeum
Epilobium petraeum är en dunörtsväxtart som beskrevs av Peter B. Heenan. Epilobium petraeum  beskrivs som en ny art från bergiga områden på den centrala och nordöstra sydön, Nya Zeeland. Denna fleråriga ört känns igen på sitt låga,  kompakta växtsätt, sina röda stjälkar och motstående mörkgröna, glänsande blad med röda bladnerver på ovansidan.
Epilobium petraeum ingår i släktet dunörter och familjen dunörtsväxter. Inga underarter finns listade i Catalogue of Life.